# Gemert-Bakel
Gemert-Bakel este o comună în provincia Brabantul de Nord, Țările de Jos. Comuna este numită după două localități principale ale comunei: Gemert și Bakel.

## Localități
Bakel, De Mortel, De Rips, Elsendorp, Gemert, Handel, Milheeze.